# 2008
2008 (MMVIII) je bilo prestopno leto, ki se je po gregorijanskem koledarju začelo na torek in konča s sredo. To leto je bilo izbrano za Mednarodno leto sveta in Mednarodno leto jezikov . Leto je bilo v Sloveniji posvečeno Primožu Trubarju ob 500-letnici rojstva »očeta slovenske knjige«.
Rimskokatoliška cerkev praznuje veliko noč 23. marca, Vzhodna Cerkev pa 27. aprila.

## Letni časi
Začetek letnih časov po UTC:
- pomlad: 20. marec ob 05:48
- poletje: 20. junij ob 23:59
- jesen: 22. september ob 15:44
- zima: 21. december ob 12:04

## Dogodki

### Januar – april
- 1. januar – novo leto, začetek predsedovanja Slovenije Evropskemu svetu, prevzem evra na Cipru in Malti.
- 2. januar – cena surove nafte doseže rekordno ceno 100$ za sod.
- 24. januar – Romano Prodi odstopi kot italijanski premier po tistem, ko mu italijanski senat ne izglasuje zaupnice.
- 7. februar – Raketoplan Atlantis poleti na misijo proti mednarodni vesoljski postaji, kamor ponese evropski raziskovalni laboratorij.
- 17. februar – Kosovo razglasi neodvisnost od Republike Srbije.
- 18. februar – Atene ohromi najhujši snežni vihar v 50 letih.
- 21. februar – sto tisoči Srbov v Beogradu protestirajo proti razglasitvi neodvisnosti Kosova in njegovemu priznanju s strani nekaterih držav.
- 24. februar – Fidel Castro odstopi z mesta predsednika Kube, kubanski državni zbor enoglasno izvoli Raula Castra za njegovega naslednika.
- 14. marec – demonstracije na kitajskem v podporo neodvisnosti Tibeta postanejo nasilne

### Maj – september
- 2. maj – ciklon Nargis doseže Burmo. V nevihti po ocenah umre 100.000 ljudi, s čimer postane Nargis drugi najsmrtonosnejši poimenovani ciklon v zgodovini.
- 7. maj – Dimitrij Medvedjev postane ruski predsednik; za ministrskega predsednika postavi svojega predhodnika Vladimirja Putina.
- 12. maj – v potresu stopnje 7,8 po Richterjevi lestvici, ki prizadene kitajsko provinco Sečuan, umre preko 32.000 ljudi, po nekaterih ocenah pa število žrtev utegne narasti na 50.000.
- 26. maj – raziskovalno vesoljsko plovilo Phoenix uspešno pristane na Marsu.
- 28. maj – podpis sporazuma o sodelovanju med Republiko Slovenijo in Evropsko vesoljsko agencijo
- 28. maj – Nepal postane republika po 240 letih monarhistične ureditve.
- 7. junij – 29. junij – v Avstriji in Švici poteka Evropsko prvenstvo v nogometu, konča se z zmago španske reprezentance.
- 8. junij – Rafael Nadal osvoji svoj četrti turnir za Grand Slam na Odprtem prvenstvu Francije.
- 27. junij – Robert Mugabe je ponovno izvoljen za predsednika Zimbabveja v drugem krogu kontroverznih predsedniških volitev.
- 1. julij – na slovenskem avtocestnem omrežju je uveden vinjetni sistem plačevanja cestnine za vozila z največjo dovoljeno maso do 3500 kg.
- 3. julij – »Zadnji spust po Savi« se konča z najhujšo nesrečo na vodi v Sloveniji.
- 21. julij – srbske varnostne sile ujamejo in aretirajo Radovana Karadžića, obtoženega vojnih zločinov na begu od leta 1996.
- 31. julij – Bill Gates odstopi kot predsednik Microsofta.
- 7. avgust – pričetek oboroženega konflikta med Rusijo in Gruzijo zaradi sporne gruzijske pokrajine Južne Osetije.
- 8. – 24. avgust – Poletne olimpijske igre 2008 v Pekingu, Kitajska.
- 18. avgust – Pervez Mušaraf razglasi odstop s položaja predsednika Pakistana.
- 26. avgust – Rusija enostransko prizna neodvisnost Gruzijskih pokrajin Abhazije in Južne Osetije.
- 6. september – pričetek poletnih paraolimpijskih iger v Pekingu, Kitajska.
- 7. – 16. september – likvidnostna kriza ameriškega bančništva povzroči največji bankrot v zgodovini ZDA (investicijska banka Lehman Brothers) in zahteva večje vladne intervencije v drugih finančnih podjetjih. Dogodki sprožijo globalno finančno krizo.
- 10. september – Evropska organizacija za jedrske raziskave (CERN) v Švici požene veliki hadronski trkalnik, do sedaj največji pospeševalnik delcev.
- 17. september – Mednarodna astronomska zveza klasificira Haumeo kot peti pritlikavi planet v Osončju.
- 18. september – vrhunec Akcije Indeks – hrvaška policija v akciji na Univerzi v Zagrebu aretira 70 ljudi, od tega 21 profesorjev, zaradi sumov korupcije.[4]
- 20. september – samomorilski napadalec se s tovornjakom razstreli pred hotelom Marriott v Islamabadu (Pakistan). V napadu umre vsaj 60 ljudi, 266 je ranjenih.
- 21. september – Ehud Olmert odstopi z mesta predsednika vlade Izraela zaradi obtožb o korupciji.
- 21. september – Državnozborske volitve v Sloveniji 2008 se po neuradnih rezultatih končajo s tesno zmago Socialnih demokratov.
- 25. september – izstrelitev Šenžou 7, tretje kitajske vesoljske odprave s človeško posadko, s tremi tajkonavti na krovu.

### Oktober – december
- 21. oktober – na dvodnevni obisk v Slovenijo prispe britanska kraljica Elizabeta II.
- 25. oktober – začetek tekmovanj svetovnega pokala v alpskem smučanju
- 2. november – Sezona 2008 v svetovnem prvenstvu Formule 1 se konča z zmago Lewisa Hamiltona iz moštva McLaren Mercedes.
- 4. november – na volitvah za 44. predsednika Združenih držav Amerike zmaga demokratski kandidat Barack Obama in postane prvi afroameriški predsednik v zgodovini ZDA
- 12. – 25. november – 38. šahovska olimpijada v Dresdnu (Nemčija)
- 28. november – v usklajeni seriji terorističnih napadov v Bombaju (Indija) umre najmanj 125 ljudi, več sto je ranjenih.
- 2. december – po več tednih opozicijskih protestov tajsko ustavno sodišče razpusti tri koalicijske stranke in za pet let prepove udejstvovanje v politiki njihovim voditeljem, vključno s premierjem Somchaijem Wongsawatom
- 12. december – Švica se pridruži Schengenskemu sporazumu

## Smrti
Glej tudi: Kategorija:Umrli leta 2008
- 3. januar – Aleksander Gavrilovič Abdulov, ruski gledališki in filmski igralec (* 1953)
- 11. januar – Edmund Percival Hillary, novozelandski častnik, alpinist in raziskovalec (* 1919)
- 17. januar – Bobby Fischer, ameriški šahist (* 1943)
- 22. januar – Heath Ledger, avstralski filmski igralec (* 1979)
- 10. februar – Roy Scheider, ameriški igralec (* 1932)
- 15. februar – Janez Rugelj, slovenski psihiater (* 1929)
- 20. februar – Miro Longyka, slovenski telovadec, olimpijec in športni pedagog (* 1913)
- 20. februar – Franc Perko, slovenski duhovnik, profesor ter beograjski nadškof in metropolit (* 1929)
- 23. februar – Janez Drnovšek, slovenski ekonomist, bivši predsednik in državnik (* 1950)
- Roy Scheider19. marec – sir Arthur Charles Clarke, angleški pisatelj, izumitelj in futurolog (* 1917)
- 5. april – Charlton Heston, ameriški filmski igralec (* 1923)
- 12. april – John Archibald Wheeler, ameriški fizik, kozmolog (* 1911)
- 29. april – Albert Hofmann, švicarski kemik in izumitelj droge LSD (* 1906)Zlatko Šugman
- 15. maj – Willis Eugene Lamb mlajši, ameriški fizik in nobelovec (* 1913)
- 1. junij – Andrej Marušič, slovenski psihiater (* 1965)
- 1. junij – Yves Saint Laurent, francoski modni oblikovalec (* 1936)
- 8. junij – Šaban Bajramović, srbski romski glasbenik (* 1936)
- 11. junij – Taras Kermauner, slovenski literarni zgodovinar, filozof, esejist, kritik in dramaturg (* 1930)
- 3. julij – Kristijan Janc, slovenski politik, poslanec in pedagog (* 1960)
- 3. avgust – Aleksander Solženicin, ruski pisatelj in nobelovec (* 1918)
- 10. avgust – Isaac Hayes, ameriški glasbenik (* 1942)
- 7. september – Dino Dvornik, hrvaški glasbenik (* 1964)
- 26. september – Paul Newman, ameriški filmski igralec, režiser, podjetnik in človekoljub (* 1925)
- 11. oktober – Jörg Haider, avstrijski politik (* 1950)
- 4. november – Michael Crichton, ameriški pisatelj, producent in filmski režiser (* 1942)
- 16. december – Zlatko Šugman, slovenski gledališki in filmski igralec (* 1932)
- 20. december – Albin Planinec, slovenski šahovski velemojster (* 1944)
- 29. december – Zmaga Kumer, slovenska etnomuzikologinja in pedagoginja (* 1924)

## Nobelove nagrade
- fizika: Joičiro Nambu, Makoto Kobajaši in Tošihide Maskava
- kemija: Osamu Šimomura, Martin Chalfie in Roger Tsien
- fiziologija ali medicina: Harald zur Hausen, Françoise Barré-Sinoussi in Luc Montagnier
- književnost: Jean-Marie Gustave Le Clézio
- mir: Martti Ahtisaari
- ekonomija: Paul Krugman